# Vikentij (Morar)
Vikentij (světským jménem: Viktor Alexandrovič Morar; * 4. října 1953, Sculeni) je duchovní ruské pravoslavné církve, biskup a metropolita taškentský a uzbekistánský.

## Život
Narodil se 4. října 1953 ve vesnici Sculeni v tehdejší Moldavské sovětské socialistické republice.
Po ukončení střední školy nastoupil do služby v armádě, zde strávil roky 1971-1973.
Roku 1974 nastoupil do Moskevského duchovního semináře a po jejím dokončení roku 1982 nastoupil na studia Moskevské duchovní akademie. Akademii dokončil s titulem kandidáta bohosloví, který získal po obhájení práce na téma Učení svatého Ignatija Brjančaninova o modlitbě.
V dubnu 1981 byl představeným Trojicko-sergijevské lávry archimandritou Ieronimem (Zinověvem) postřižen na monacha se jménem Vikentij, na počest svatého Vincence ze Zaragozy. Dne 19. května stejného roku byl arcibiskupem dmitrovským Volodymyrem (Sabodanem) rukopoložen na jerodiákona a 18. ledna 1982 na jeromonacha. Od roku 1982 začal sloužit jak pomocník kostelníka v Trojicko-sergijevské lávře.
Roku 1985 byl povýšen do hodnosti igumena.
Dne 20. července 1990 byl rozhodnutím Svatého synodu jmenován biskupem benderským a vikarijním biskupem kišiněvské eparchie.
Dne 28. srpna 1990 byl povýšen na archimandritu.
Dne 2. září 1990 byl v soboru Narození Páně v Kišiněvě chirotonizován na biskupa. Světiteli byli patriarcha moskevský a celé Rusi Alexij II., arcibiskup jaský a metropolita moldavský a bukovinský Daniel (Ciobotea), metropolita rostovský a novočerkaský Volodymyr (Sabodan), metropolita oděsský a chersonský Leontij (Gudymov), arcibiskup kišiněvský a moldavský Vladimir (Cantarean), biskup istrijský a vikář patriarchy moskevského a celé Rusi Arsenij (Jepifanov) a biskup Bălţi a vikarijní biskup kišiněvské eparchie Petru (Păduraru).
Se vznikem nové eparchie v Chakaské a Tuvinské republice byl 18. července 1995 Svatým synodem ustanoven biskupem abakanským a kyzylským.
Dne 19. února 1999 byl rozhodnutím patriarchy Alexije povýšen na arcibiskupa.
Dne 19. července 1999 byl ustanoven na jekatěrinburskou biskupskou katedru. Stal se také rektorem Jekatěrinburského duchovního semináře.
V červnu 2003 se stal předsedou nadace na památku metropolity moskevského a kolomenského Makarija (Bulgakova).
Dne 27. července 2011 byl Svatým synodem zvolen eparchiální biskupem taškentským a uzbekistánským a hlavou Středoasijského metropolitního okruhu. Dne 4. srpna byl povýšen na metropolitu.
V záležitostech středoasijského metropolitního okruhu a během liturgií je hlava okruhu titulován jako Metropolita Střední Asie.
Od července do října 2011 byl dočasným administrátorem biškecké eparchie a od července 2011 do července 2012 dočasným administrátorem dušanbecké eparchie.
Rozhodnutím Svatého synodu z 5.-6. října 2011 byl jmenován stálým členem Svatého synodu. Stejného roku byl osvobozen od funkce rektora Jekatěrinburského duchovního semináře a stal se rektorem Taškentského duchovního semináře.
Dne 9. března 2017 byl ustanoven archimandritou Trojicko-georgijevského monastýru v Čirčiku.
Dne 24. února 2022 byl dekretem patriarchy Kirilla jmenován čestným představeným chrámu svatého spravedlivého válečníka Fjodora Ušakova v Moskvě.

## Vyznamenání

### Světské vyznamenání
- Rusko Řád za zásluhy Ruského svazu veteránů Afghánistánu

### Církevní vyznamenání
- 2000 – Řád přepodobného Sergija Radoněžského II. stupně
- 2010 – Řád blahověrného knížete Štěpána Velikého I. stupně (Moldavská pravoslavná církev)
- 2013 – Řád blahověrného knížete Daniela Moskevského II. stupně
- 2017 – Medaile svatého velikomučedníka Jiřího Vítězného I. stupně (Srbská pravoslavná církev)
- 2018 – Řád svatého vyznavače Pimena Věrnyjského (Kazachstánský metropolitní okruh)
- 2020 – Řád svatého Alexije Moskevského III. stupně
- 2021 – Řád světitele Sofonija (Sokolského), arcibiskupa turkestánského a taškentského, osvětitele Sedmiříčí (Kazachstánský metropolitní okruh)